# Distrikt Salas (Ica)
Der Distrikt Salas liegt in der Provinz Ica in der Region Ica im Südwesten von Peru. Der am 11. Februar 1925 gegründete Distrikt hat eine Fläche von 651,72 km². Beim Zensus 2017 lebten 25.767 Einwohner im Distrikt. Im Jahr 1993 lag die Einwohnerzahl bei 10.190, im Jahr 2007 bei 17.973. Die Distriktverwaltung befindet sich in der 425 m hoch gelegenen Stadt Guadalupe mit 16.753 Einwohnern (Stand 2017). Guadalupe befindet sich am Nordrand des Ballungsraums der Provinz- und Regionshauptstadt Ica, 10 km nordnordwestlich von deren Stadtzentrum. Die Nationalstraße 1S (Panamericana) von Ica nach Pisco führt an Guadalupe vorbei.

## Geographische Lage
Der Distrikt Salas liegt im äußersten Nordwesten der Provinz Ica. Im Südosten sowie entlang der Panamericana befinden sich die Siedlungsgebiete. Das Gebiet besteht hauptsächlich aus Wüste. Es gibt in geringerem Maße bewässerte Landwirtschaft. Im Nordosten reicht der Distrikt bis zu den Ausläufern der peruanischen Westkordillere.
Der Distrikt Salas grenzt im Westen an den Distrikt Paracas, im Nordwesten an den Distrikt San Andrés, im Norden an den Distrikt Humay (alle drei in der Provinz Pisco), im Nordosten an den Distrikt San José de los Molinos, im Südosten an den Distrikt San Juan Bautista sowie im Süden an den Distrikt Subtanjalla.

## Ortschaften
Im Distrikt gibt es neben dem Hauptort Guadalupe fünf weitere caseríos:
- Camino de Reyes (720 Einwohner)
- Cerro Prieto (2297 Einwohner)
- Collazos (993 Einwohner)
- Nuestra Señora de Guadalupe (nördliche Erweiterung von Guadalupe)
- Santa Cruz de Villacurí (4453 Einwohner)

## Archäologischer Fundplatz Huaca Guadalupe
Der archäologische Fundplatz Huaca Guadalupe (⊙) befindet sich 1,6 km östlich vom Stadtzentrum von Guadalupe. Die aus dem 13. und 14. Jahrhundert stammenden Ruinen werden der Ica- und Inka-Kultur zugerechnet. 